# Shirley Jackson Case
Shirley Jackson Case (Hatfield Point, 28 settembre 1872 – Lakeland, 5 dicembre 1947) è stato un matematico e teologo canadese.

## Biografia
Case nacque a Hatfield Point, nel New Brunswick. Conseguì un BA (1893) e MA (1896) in matematica presso l'Università di Acadia. Insegnò matematica al New Hampton Library Institute. Nel 1904, ottenne un BD dalla Yale Divinity School e un dottorato di ricerca nel 1908. Fu assistente professore di interpretazione del Nuovo Testamento alla University of Chicago Divinity School fino al 1925. Era a capo della American Society of Church History.
Ha curato l'American Journal of Theology e il suo successore The Journal of Religion. Case si considerava uno storico del cristianesimo. Era attratto dalla teologia liberale. Era convinto che Gesù fosse una persona storica e criticò gli argomenti dei sostenitori della teoria del mito di Cristo.

## Opere principali
Libri
- The Historicity of Jesus: A Criticism of the Contention that Jesus Never Lived, a Statement of the Evidence for His Existence, an Estimate of His Relation to Christianity (1912)
- The Evolution of Early Christianity: A Genetic Study of First-Century Christianity in Relation to Its Religious Environment (1914)[4]
- The Revelation of John: A Historical Interpretation (1919)
- The Social Origins of Christianity (1923)
- Jesus: A New Biography (1927)
- Experience With the Supernatural in Early Christian Times (1929)
- The Social Triumph of the Ancient Church (1933)
- Makers of Christianity: From Jesus to Charlemagne (1934)
- Christianity in a Changing World (1941)[5]
- The Christian Philosophy of History (1943)
- The Origins of Christian Supernaturalism (1946)

Documenti
- Case, Shirley Jackson. (1910). Is Jesus a Historical Character?: Evidence for an Affirmative Opinion. The American Journal of Theology 15 (2): 205–227.
- Case, Shirley Jackson. (1910). The Missionary Idea in Early Christianity. The Biblical World 36 (2): 113–125.
- Case, Shirley Jackson. (1911). Jesus' Historicity: A Statement of the Problem. The American Journal of Theology 15 (2): 265–268.
- Case, Shirley Jackson. (1911). Recent Books on the Question of Jesus' Existence. The American Journal of Theology 15 (4): 626–628.
- Case, Shirley Jackson. (1911). The Historicity of Jesus an Estimate of the Negative Argument. The American Journal of Theology 15 (1): 20–42.
- Case, Shirley Jackson. (1913). The Problem of Christianity's Essence. The American Journal of Theology 17 (4): 541–562.
- Case, Shirley Jackson. (1920). Reviewed Work: The Jesus Problem. A Restatement of the Myth Theory by J. M. Robertson. The Harvard Theological Review 13 (3): 295–296.
- Case, Shirley Jackson. (1921). The Historical Study of Religion. The Journal of Religion 1 (1): 1–17.